# Adrianne Palicki
Adrianne Lee Palicki (* 6. května 1983 Toledo, Ohio) je americká herečka.
V televizi debutovala v roce 2004, ve filmu o rok později. Objevila se např. ve snímcích Ženy v nesnázích (2009), Legie (2010), Rudý úsvit: Nová krev (2012), G. I. Joe: Odveta (2013), Dr. Cabbie (2014) či John Wick (2014). V televizi hostovala v řadě seriálů, hlavní role ztvárnila v seriálech Světla páteční noci (2006–2009; jako host v roce 2011), Lone Star (2010), Agenti S.H.I.E.L.D. (2014–2016) a The Orville (od 2017).